# Скорость гравитации
Скорость гравитации — скорость распространения гравитационных воздействий, возмущений и волн.

## Скорость гравитации в физических теориях

### Классическая физика
В теории гравитации Ньютона скорость гравитации не входит ни в одну формулу, считаясь бесконечно большой. В своих трудах по небесной механике Лаплас показал, что если гравитационное взаимодействие между двумя телами не действует мгновенно (что равнозначно введению потенциала, зависящего от скоростей), то в системе движущихся планет не будет сохраняться импульс — часть импульса будет передаваться гравитационному полю, аналогично тому, как это происходит при электромагнитном взаимодействии зарядов в электродинамике. С ньютоновой точки зрения, если гравитационное воздействие передаётся с конечной скоростью и не зависит от скоростей тел, то все точки планеты должны притягиваться к точке, где Солнце было несколько раньше, а не к одновременному его месторасположению. На этом основании Лаплас показал, что эксцентриситет и большие полуоси орбит в задаче Кеплера с конечной скоростью гравитации должны расти со временем — испытывать вековые изменения. Из верхних пределов на изменения этих величин, следующих из устойчивости Солнечной системы и движения Луны, Лаплас показал, что скорость распространения гравитационного ньютонова взаимодействия не может быть ниже 50 миллионов скоростей света.

Сообщается ли притяжение от одного тела к другому мгновенно? Время передачи, если бы оно было для нас заметно, обнаружилось бы преимущественно вековым ускорением в движении Луны. Я предлагал это средство для объяснения ускорения, замеченного в упомянутом движении, и нашёл, что для удовлетворения наблюдениям должно приписать притягательной силе скорость в семь миллионов раз большую, чем скорость светового луча. А так как ныне причина векового уравнения — Луны хорошо известна, то мы можем утверждать, что притяжение передаётся со скоростью, по крайней мере в пятьдесят миллионов раз превосходящей скорость света. Поэтому, не опасаясь какой либо заметной погрешности, мы можем принимать передачу тяготения за мгновенную.
— П. С. Лаплас Изложение системы Мира Париж, 1797.
Метод Лапласа корректен для прямых обобщений ньютоновой гравитации, но может быть не применим к более сложным моделям. Так, например, в электродинамике движущиеся заряды притягиваются/отталкиваются не от видимых положений других зарядов, а от положений, которые они занимали бы в настоящее время, если бы двигались от видимых положений равномерно и прямолинейно — это является свойством потенциалов Лиенара — Вихерта. Аналогичное рассмотрение в рамках общей теории относительности приводит к такому же результату с точностью до членов порядка {\displaystyle (v/c)^{3}}.

### Общая теория относительности и другие релятивистские теории
В Общей теории относительности (ОТО) в пустом пространстве предельная скорость гравитации равна скорости света.
В ОТО потенциалами гравитационного поля выступают компоненты метрического тензора, так что гравитационное поле отождествляется в сущности с метрическим полем.
В квантовых теориях гравитации под скоростью гравитации подразумевают скорость гравитонов как наименьших частиц (квантов) поля. Обычно она очень близка к скорости света или совпадает с ней.
Во многих альтернативных теориях гравитации скорость её распространения может существенно отличаться от скорости света, так что непосредственное измерение скорости гравитации представляет собой проверку на работоспособность этих теорий.

## Эксперименты по определению скорости гравитации
Скорость гравитации можно определить по скорости передачи влияния гравитационного поля на результаты каких-либо измерений. Этот путь может быть использован в высокоточных экспериментах по измерению времени задержки прохождения света и радиосигналов в гравитационном поле какого-либо движущегося массивного тела.
Так, в 2002 году Копейкиным и Фомалонтом был проведён эксперимент на основе радиоинтерферометрии со сверхдлинной базой, в котором излучение от далёкого квазара QSO J0842+1835, проходящее вблизи массивного тела — Юпитера, регистрировалось цепью радиотелескопов на Земле.
Вследствие периодического движения Юпитера по орбите вокруг Солнца со средней скоростью 13,1 км/с, в точках отсчёта Солнечной системы происходит периодическое изменение гравитационного поля. Изменение метрики (как за счёт изменения местоположения планеты, так и за счёт скорости её движения) происходит с опозданием, связанным с ограниченной скоростью гравитации. Учёт данного запаздывания при анализе эксперимента даёт скорость гравитации, близкую по величине к скорости света, с точностью порядка 20 %. Полученный результат требует независимого подтверждения, так как не все физики-релятивисты согласны с интерпретацией эксперимента.
11 февраля 2016 года было объявлено об экспериментальном открытии гравитационных волн коллаборациями LIGO и VIRGO. Анализ влияния события GW150914 на дисперсию гравитационных волн в зависимости от частоты не противоречит гипотезе о нулевой массе гравитона и совпадении его скорости со скоростью света для гипотетических расширений ОТО (оценка сверху на массу гравитона: mg ≤ 1,2 × 10−22 eV/c2, соответствует оценке снизу на скорость для частоты 35 Гц: vg/c ≤ 1 — 10−18)
Другой способ измерения скорости гравитации связан с фиксацией гравитационных волн от далёких звёздных источников одновременно со световым сигналом. Первое такое измерение получили для гравитационной волны GW170817. Судя по этому событию, отклонение скорости гравитационных волн от скорости света, если такое отклонение существует, лежит в пределах от −3×10−15 до +0,7×10−15. Так как ожидаемая разница коэффициентов преломления и дисперсии межгалактической среды незначительна, то, в пределах погрешности, не обнаружено отличий от скорости света.